# Eric Singleton
Eric XL Singleton (nacido Eric Newkirt Singleton, Nueva York, 6 de noviembre de 1968) también conocido como XLarge, es un ex rapero, compositor y mánager estadounidense, que ha aparecido en varias producciones musicales. Destacan entre ellas las canciones de Modern Talking, grupo con el que colaboró entre 1998 y 2001. 

## Biografía
Singleton ha trabajado desde 1994 con diferentes productores musicales. Laboró con bandas en Alemania, como Face II Face, Deep Down y Cool Cut. Ganó fama principalmente a través de sus apariciones como rapero de Modern Talking. La participación de Singleton en Modern Talking fue concebida por el productor e integrante del grupo, Dieter Bohlen, quien consideró que las canciones de los años 1980 necesitaban "refrescarse". Apareció por primera vez en la versión de "You're My Heart, You're My Soul" lanzada en 1998. Luego, durante los años siguientes, se le escuchó en todas las canciones de Modern Talking lanzadas como sencillos hasta "Last Exit to Brooklyn", en 2001 (excepto "Win the Race"). 
En 2000, lanzó su primer sencillo en solitario, "Sexy Girl", con Shaggy . 
Después de su último sencillo con Modern Talking, regresó a Georgia, EE . UU.